# Gandaki (zone)
Pour les articles homonymes, voir Gandaki.
La zone de Gandaki (en népalais : गण्डकी अञ्चल) est l'une des quatorze anciennes zones du Népal qui ont été supprimées lors de la réorganisation administrative de 2015. Elle était rattachée à la région de développement Ouest.
Elle recouvrait notamment les massifs himalayens du Manaslu et des Annapurnas, et incluait tout ou partie des sept rivières du bassin de la Trishuli qui composent l'ensemble dit « Sapta (sept) Gandaki ».
Elle était subdivisée en six districts :

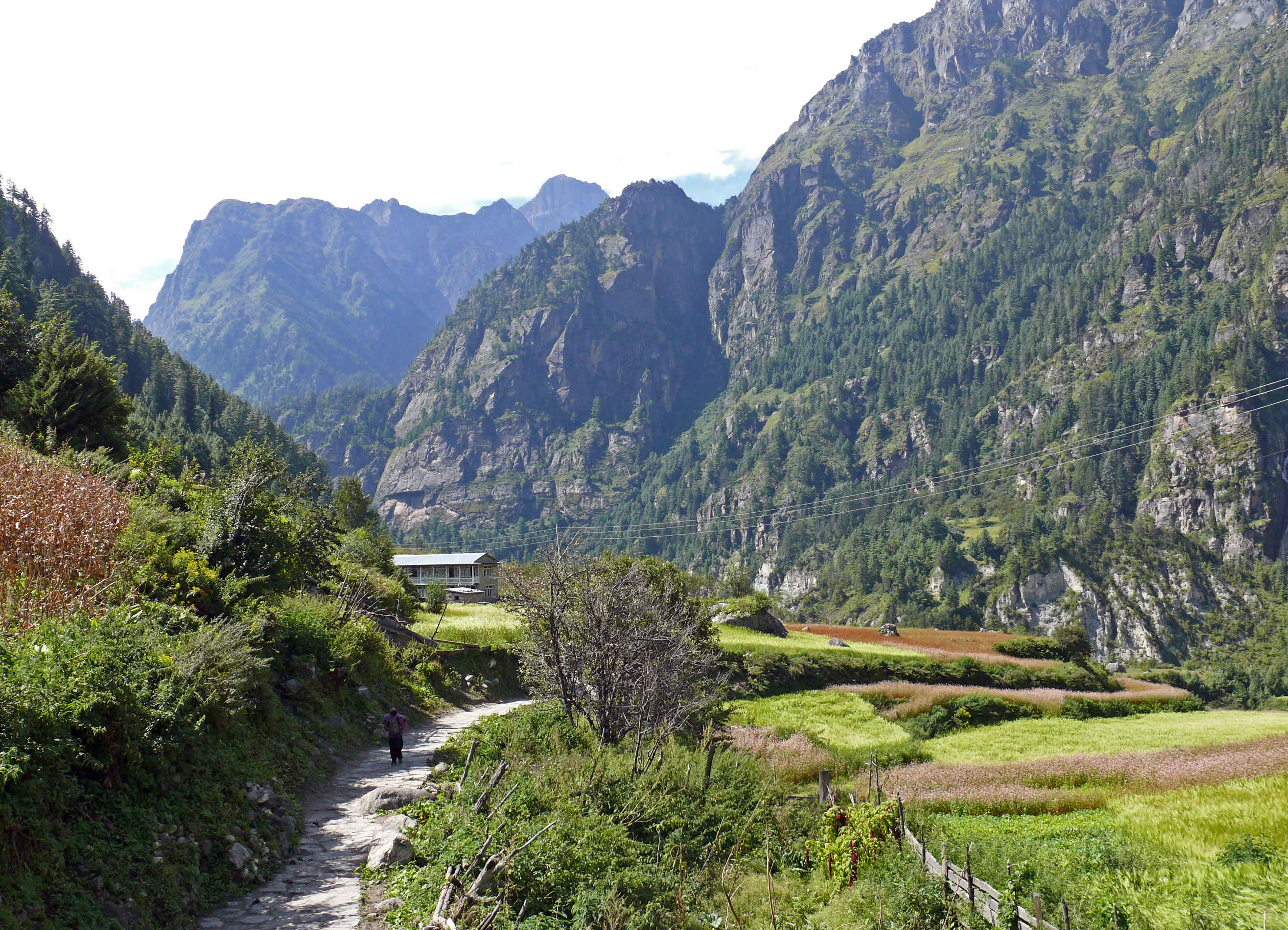
Paysage de montagne dans le district de Manang de la zone de Gandaki

- district de Gorkha ;
- district de Kaski ;
- district de Lamjung ;
- district de Manang ;
- district de Syangja ;
- district de Tanahu.